# Bulu Cina (Huristak)
Bulu Cina is een bestuurslaag in het regentschap Padang Lawas van de provincie Noord-Sumatra, Indonesië. Bulu Cina telt 140 inwoners (volkstelling 2010).